# Бар-Левова линија
30° 31′ 30″ N 32° 19′ 45″ E / 30.52500° С; 32.32917° И
Бар-Левова линија је била линија утврђења које је Израел изградио уз источну обалу Суецког канала пошто ју је заузео од Египта током Шестодневног рата 1967. Име носи по генералу Хаиму Бар Леву.